# Сурнин, Павел
Павел Сурнин (латыш. Pāvels Surņins; 4 августа 1985, Лиепая) — латвийский футболист, защитник и полузащитник. Выступал за сборную Латвии.

## Биография
Воспитанник лиепайского футбола. Выступал на краю защиты и полузащиты, а также на позиции опорного полузащитника и центрального защитника. Начал играть на взрослом уровне в составе местного «Металлурга-2» в первой лиге Латвии. В 2005 году дебютировал в высшей лиге в основной команде «Металлурга». Всего в сезоне 2005 года сыграл 7 матчей и стал со своим клубом чемпионом Латвии. Со следующего сезона стал регулярным игроком команды. В 2009 году завоевал ещё один чемпионский титул, неоднократно был призёром чемпионата страны. Обладатель Кубка Латвии 2006 года. В 2009 и 2011 годах включался в символическую сборную чемпионата. Принимал участие в играх еврокубков. Всего в высшей лиге Латвии сыграл 146 матчей и забил 5 голов. Однако развитию карьеры помешали частые травмы, и в конце 2012 года футболист завершил профессиональную карьеру.
В сезоне 2015/16 сыграл два матча на любительском уровне в седьмом дивизионе Англии за «Хайд Юнайтед».
Выступал за молодёжную сборную Латвии. В 2006—2007 годах вызывался на официальные матчи национальной сборной Латвии в отборочном турнире чемпионата Европы, но оставался в запасе. В феврале 2007 года сыграл 2 матча за сборную на товарищеском турнире на Кипре, дебютировал 6 февраля 2007 года в игре против Болгарии. Эти два матча остались для него единственными.

## Достижения
- Чемпион Латвии: 2005, 2009
- Серебряный призёр чемпионата Латвии: 2006, 2007, 2008, 2011
- Бронзовый призёр чемпионата Латвии: 2010
- Обладатель Кубка Латвии: 2006
- Финалист Кубка Латвии: 2005, 2011, 2012